# San Sebastiano (Bronzino)
San Sebastiano è un dipinto olio su tavola (87x76,5cm) di Bronzino, realizzato intorno al 1533 e conservato al Museo Thyssen-Bornemisza di Madrid.

## Descrizione
Il dipinto presenta caratteristiche inusuali per l'iconografia di San Sebastiano: il martire veniva solitamente rappresentato a figura intera, mentre Bronzino realizza un dipinto che è poco più che un mezzo busto. Sebastiano sembra posare per un ritratto: è elegantemente drappeggiato in un mantello rosso mentre, seduto, si china in avanti appoggiando il gomito sul ginocchio e tenendo mollemente in mano una freccia, lo strumento del suo martirio. Un'altra freccia è conficcata poco sotto il suo costato, ma non vi è sangue. La postura del soggetto ricorda quella del San Marco della Cappella Capponi, realizzato dallo stesso Bronzino, ed è speculare a quella del Torso del Belvedere, seppur con una muscolatura meno accentuata. Diversi critici hanno sottolineato la carica erotica del dipinto: Sebastiano accarezza la punta della freccia e il suo sguardo non è rivolto al cielo, come nella gran parte delle opere sul suo martirio, ma alla sua destra, come per osservare qualcuno nella bottega del pittore.

## Storia
Non è chiaro il periodo né il contesto della realizzazione del dipinto, anche se si ipotizza che Bronzino possa aver dipinto la tavola per una delle diverse confraternite laiche devote a San Sebastiano nella Firenze rinascimentale, forse come ex voto per la fine della pestilenza del 1531.
Il Museo Thyssen-Bornemisza acquistò il dipinto nel 1984 da un collezionista privato di Rieti. Uno studio dell'opera è conservato agli Uffizi.